# Orchidactyla schulzei
Orchidactyla schulzei là một loài thực vật có hoa trong họ Lan. Loài này được (Hausskn. ex Nyman) Borsos & Soó mô tả khoa học đầu tiên năm 1966.